# 帯江地区
帯江地区（おびえちく）は、岡山県倉敷市倉敷地域にある地区である。かつての都窪郡帯江村（おびえそん）に相当する。
現在の帯江小学校区にあたる。

## 概要
倉敷市の倉敷地区東部に位置する。羽島（はしま）、二日市（ふつかいち）、加須山（かすやま）、亀山（かめやま）、帯高（おびたか）、有城（あるき）、倉敷ハイツ（くらしきハイツ）からなる。北西から南東に細長いエリアである。
倉敷地区の中央に座する南北に長い丘陵地帯（加須山山塊）の東側およびその麓の平地にあたる。東部に豊洲・茶屋町、南部に藤戸・粒江・新田、北部に中庄・万寿、西部は倉敷中心市街地と接する。
元々は、水田を中心とした農村地帯であり、コメの他にムギやイグサを主産物とし、イグサを加工した畳表や花筵を生産したが、第二次世界大戦後に国道2号線岡山バイパスが当地中部を通過すると、国道など幹線道路沿いを中心に商店・企業が進出、また中心市街地に近いことから農地は次々と宅地に代わり、丘陵上などには団地が造成され人口は急増、現在は完全に都市化している。
寿永3年の藤戸の戦いのとき、源氏方は当時は島だった当地の加須山丘陵や高坪山（有城）と陣地とした。また、佐々木盛綱が藤戸海峡を馬で渡ったことに関連する佐々木谷や乗出し岩などの史跡がある。

## 地域

### 羽島
帯江域内の最北端に位置し、倉敷中心市街地のすぐ東側にあたる。羽島山と呼ばれる丘を中心とし、加須山丘陵北東側に至る地区で、かつてはこの辺りは海域であり、羽島山はその名のとおり羽島という島嶼であった。加須山丘陵の北の麓には、縄文時代の貝塚が発見されており（羽島貝塚）、かなり古くからこの島に人が居住していた。
その後、前述の天正期の宇喜多氏による干拓により陸地化したとされる。
江戸時代には都宇郡帯江村の内となっていたが、正保年間に帯江村が窪屋郡へ移管され、さらに元禄期の検地の時に窪屋郡羽島村（石高393石余り）として独立した。江戸時代は一貫して戸川氏帯江知行所の領地として明治に至った。
明治になると周辺5村と合併し帯高村、帯江村を経て、昭和26年に倉敷市（旧）に編入合併した。市街地に隣接した地区であることから宅地化が著しく、丘の上には羽島台団地、加須山丘陵側には羽島ヶ丘団地などが造成されている。また北部には岡山県立青陵高等学校も立地、当地区北側の大島地区などは官公庁が多く、当地北部の一部にも保健所や県の出先機関が立地している。
岡山県道22号線・74号線や大型市道が小町トンネルを通過して造成されるなど道路交通網が充実しており、道路沿いを中心に商店や企業の進出も著しく、交通量・人口も急増、現在も増加している。

### 二日市
帯江エリア中北部に位置し、加須山丘陵の一部とその麓の平地からなる。平地部の大半は近世はじめの開田地帯であるが、丘陵の麓あたりは古くからの集落であり、中世には毎月二の日に市を開く三斎市場として栄えた。現在の地名はこれに由来する。
元々は当地は都宇郡（正保年間に窪屋郡に移管）帯江村と名乗っており、寛永5年に戸川安利が帯江に陣屋を構えて以来、帯江知行所の所領として明治まで続いた。元禄期の検地では、現在の二日市村に改称されており、石高401石ほどの記録がある。
国道2号線バイパスに近接し倉敷市街地に近いことから、帯江の他地区同様に岡山県道74号線沿線を中心に宅地化・市街化が著しい。また、史跡として帯江陣屋跡や、駕竜寺の松、大蔵神社の黒松などがある。

### 加須山
帯江エリアの中央部に位置する。加須山丘陵の南端部とその東麓の平地からなる。エリア内の他地域同様、平地部の大半はかつては吉備の穴海であり、干拓により陸地化、新田地帯となった。
近世初頭にはこの付近の海域は葦原や干潟が広がり、現在の加須山丘陵とその南の高坪山（72.6メートル、現在の有城）の海峡である小瀬戸は、歩いて渡れるほどであったといわれる。元和4年、この地方を領有していた庭瀬藩主の戸川達安が帯江村（二日市）の庄屋であった庄左衛門・伝右衛門ら兄弟3人に干拓を指示。5町6反余りの新田を造成した。さらに中新田（当新田）、小瀬戸新田と干拓が続いたので最初の新田は古新田と呼ばれるようになった。寛永17年に小瀬戸新田が完成すると、当時汐入川となっていた現在の倉敷川の流路も定まってきたとされる。
慶安3年に検地が行われ、丘陵南端周辺と開墾された新田を合わせて二日市村（帯江村）から独立し、都宇郡（正保年間に窪屋郡に移管）賀洲山村となり、帯江知行所の領地となった。村名は、加須山丘陵が周囲が海域の頃は賀洲（かしま）と呼ばれていたが、陸地化したので賀洲山（かしまやま、かすやま）と呼ばれるようになり、その丘陵の南端に位置することから丘陵の名から村名をとった。後に現在と同じ加須山の表記に変わる。幕末頃の加須山村の石高はおよそ457石。
明治期に周辺と合併し帯高村（のち帯江村）が成立したとき、当地に役場が設置された。現在も帯江小学校などがあり、帯江地域の中心的な地区となっている。
昭和期に当地を国道2号岡山バイパスが通過することになり、また倉敷市街と茶屋町とを結ぶ岡山県道74号線が国道2号と交差、交通の要衝となった。

#### 倉敷ハイツ
さらに丘陵上に大規模な住宅団地倉敷ハイツが造成され、新たに大字「倉敷ハイツ」が分離した。そのため宅地化や企業・商店の出店が著しい。

### 亀山
帯江エリアの中東部に位置し、上記加須山の東部にあたる。北は豊洲、東は茶屋町、南は藤戸に隣接している。
承応元年に葦原を開墾してできた新田地帯で、開墾当時は二日市村（帯江村）の一部であった。しかし天和2年に分立し、都宇郡（正保年間に窪屋郡に移管）亀山村となる。開墾から明治まで帯江知行所戸川氏の所領であり、慶応4年の記録によれば、田39町6反7保1歩、畠4町3反7畝5歩、総石高552石5斗6升。
現在は岡山県道74号線沿線をはじめ商店・企業が多く立地。宅地化も進んでいる。

### 帯高
帯江エリアの南東部に位置し、エリア内で唯一六間川東岸にある地域である。帯域同様、かつては海域であった。
江戸時代の寛文3年に葦原を開墾して新田地帯とした。帯江知行所領　14町歩と早島知行所16町歩の相給の地となる。そのご元禄15年まで3回に渡り開墾が続いた。その途中の正徳3年に都宇郡高沼新田村（のちの高沼村）として立村する。寛政年間の石高は帯江領が602石5と余り、早島領が249石余りであった。
明治5年に高沼村のうち旧帯江領だった区域と加須山村他5村が合併し、帯高村となり、さらに同22年6月1日の村制施行時に帯江村に改称、同時に旧高沼を大字帯高に改称した。
加須山や亀山同様、現在は岡山県道74号線沿線をはじめ商店・企業が多く立地。帯高ハイツなどの団地も造成され宅地化も進んでいる。また東部は茶屋町駅に近いことから茶屋町から続く駅前町の一部の様相も呈している。そのため現在、東部の一部が東隣の茶屋町学区となっている。

### 有城
帯江エリア南部に位置し、倉敷川の東岸にあたる。高坪山（標高72.6メートル）と呼ばれる丘陵の周辺一帯である。古くは「有木」とも表記された。
高坪山はかつては島嶼であり、北側の加須山との間は小瀬戸と呼ばれる海峡となっていた。近世初頭には小瀬戸が浅くなり徒歩で往来が出来たことから「歩き」となり、それが転訛して「あるき」となったことが地名の由来とする俗説があるが、詳細は不明である。なお、現在も小瀬戸は小字として現存している。
江戸時代初期には帯江村（二日市村）の一部で、寛永5年に戸川氏が帯江知行所を置くとその所領となり、寛永8年に窪屋郡有木村として独立。その後万治年間までに村の周囲を開墾し新田を増やした。元禄期の地図には有城村と表記される。幕末には有城村内に現在新田となっている上灘集落を含み、218石8斗1升の石高であった。
なお、高坪山は加須山とともに寿永3年12月の源平藤戸合戦のときに源範頼率いる源氏軍の陣地となった古戦場である。佐々木盛綱にゆかりのある佐々木谷や一枚畑、乗出し岩などの史跡が現在も点在している。
現在、高坪山には山陽ハイツや倉敷市立多津美中学校、岡山学院大学、岡山短期大学などが立地する他、団地が造成さえ宅地化も進展している。また、岡山県道22号線が縦貫し、周辺は商店・企業などが立地する。
地理的な理由から藤戸・天城地区との繋がりも強い。

## 人口・世帯数
平成24年9月末現在。
| 町字       | 世帯数 | 男性人口 | 女性人口 | 総人口 | 備考 |
| ---------- | ------ | -------- | -------- | ------ | ---- |
| 羽島       | 1273   | 1321     | 1512     | 2833   |      |
| 二日市     | 531    | 656      | 688      | 1344   |      |
| 加須山     | 791    | 1026     | 1083     | 2109   |      |
| 倉敷ハイツ | 304    | 336      | 341      | 677    |      |
| 有城       | 590    | 721      | 760      | 1481   |      |
| 亀山       | 767    | 955      | 989      | 1944   |      |
| 帯高       | 701    | 918      | 984      | 1902   |      |
| 合計       | 4957   | 5933     | 6357     | 12290  |      |

## 郵便番号
- 二日市 - 710-0042
- 加須山 - 710-0026
- 羽島 - 710-0043
- 亀山 - 710-0024
- 有城 - 710-0031
- 帯高 - 710-0023
- 倉敷ハイツ - 710-0025

## 学区
小学校区
羽島の一部と帯高の一部を除く全域が倉敷市立帯江小学校区、残る羽島の一部は倉敷市立倉敷東小学校区、帯高の一部は倉敷市立茶屋町小学校区。
中学校区
帯高の一部を除く全域が倉敷市立多津美中学校区、残る羽島の一部は倉敷市立東中学校区、帯高の一部は倉敷市立東陽中学校区となる。

## 地勢
山岳
- 加須山丘陵
  - 日間山
- 高坪山 - 有城

河川
- 六間川
- 倉敷川

## 主要産業・特産物
- 羽島焼
- 天神窯
- 現在は衰退したもの
  - イグサ
  - コメ
  - ムギ

## 主要施設
教育・保育施設
- 倉敷市立帯江小学校 – 加須山
- 倉敷市立帯江幼稚園 – 加須山
- 倉敷市立多津美中学校 – 有城
- 羽島保育園 – 羽島
- 帯江保育園 – 二日市
- 小鳥ヶ丘保育園 – 有城
- 岡山県立青陵高等学校 – 羽島
- 岡山学院大学 – 有城
- 岡山短期大学 – 有城

行政施設
- 備中県民局 – 羽島
- 倉敷保健所 – 羽島
- 多津美公民館 – 加須山
- 帯高公民館 – 帯高
- 倉敷警察署帯江駐在所 – 加須山

郵便局
- 羽島郵便局 – 羽島
- 亀山郵便局 – 亀山
- 有城郵便局 – 有城

金融機関
- 水島信用金庫羽島支店 – 羽島

医療・福祉機関
- 帯江脳外科 – 加須山
- ケアハウス倉敷 – 亀山
- 佐藤クリニック皮膚科 – 帯高

企業・商店
- JA岡山西帯江支店 – 加須山
- ヤンマー農機販売 中四国カンパニー – 亀山
- 仁科百貨店 フードバスケット羽島店 – 羽島
- 仁科百貨店 フードバスケット加須山店 – 加須山
- ザグザグ加須山店 – 加須山
- NTT西日本茶屋町電話交換所 – 帯高
- 日本生命保険倉敷東営業所 – 帯高
- 山陽マルナカ天城店 – 有城

神社仏閣、その他宗教施設
- 天御柱神社 – 羽島
- 天満宮 (倉敷市羽島) – 羽島
- 八幡宮 (倉敷市羽島) – 羽島
- 一王寺神社 – 二日市
- 大蔵神社 – 二日市
- 木野山神社 – 加須山
- 八坂神社 (倉敷市亀山) – 亀山
- 高神社 – 亀山
- 広峯神社 (倉敷市帯高) – 帯高
- 龍王神社 – 帯高
- 三宝荒神社 – 帯高
- 素戔嗚神社 – 帯高
- 御崎神社 (倉敷市) – 有城
- 心鏡時 – 浄土宗、羽島
- 法輪寺 (倉敷市)（日間薬師） – 真言宗、羽島
- 妙忍寺 – 日蓮宗、羽島
- 駕竜寺 – 真言宗、二日市
- 天理教陽実分教会 – 帯高

娯楽施設
- 小町温泉 – 羽島
- 羽島台公園 – 羽島
- 六間川緑地 – 亀山
- 倉敷ふれあいの丘公園 – 有城

## 名所・旧跡
- 羽島貝塚 - 羽島
- 帯江陣屋跡 - 二日市
- 大蔵神社の黒松 - 二日市
- 駕竜寺の末 - 二日市
- 佐々木谷 - 有城
- 一枚畑 - 有城
- 乗出し岩 - 有城

## 交通
一般道路
- 国道2号岡山バイパス - 加須山・二日市
- 岡山県道74号倉敷飽浦線 - 有城以外
- 岡山県道22号倉敷玉野線 - 有城
- 小町トンネル - 羽島

自動車専用道路
- 瀬戸中央自動車道 - 亀山・有城（域内に施設はなし）